# فاطمة عبيد الجابر
فاطمة عبيد الجابرهِيَ مديرة العمليات في مَجموعة الجابر الإماراتية في الإمارات. تأسست على يد والدها «عبيد الجابر». وقبل ذلك كانَت تَعمل ضِمنَ إدارة الأشغال العامة في بلدية أبوظبي. وأصبَحَت أول امرأة إماراتية تُنتَخَب لِعضوية مَجلس إدارة غُرفة تجارة أبوظبي في كانون الأول/ديسمبر عام 2009.في عام 2014 تم إدراجها باعتبارها أقوى امرأة في العالم.
كما بَدَأت تَدريبَها كمهندسة.

## مسيرتها
درست فاطمة الهندسة المعمارية في جامعة الإمارات وتخرجت منها عام 1987، ثم عملت في وظيفة حكومية وشغلت عدة مناصب (مثل منصب وكيل مساعد في دائرة مشاريع البناء في بلدية أبوظبي، ووكيل مساعد الخدمات التقنية في دائرة الأشغال العامة في أبو ظبي)، واستمرت فيها حتى عام 2005، ثم تركتها قائلة: "إنه الوقت المناسب للعمل في القطاع الخاص، خاصة في ظل مجمل التغييرات في الحكومة الجديدة والكثير من التطورات حيث ليس لدى الحكومة الآن الرغبة في إقامة أية مشاريع وإنها توكل ذلك إلى القطاع الخاص".
عملت فاطمة بعدها في شركة الجابر المملوكة لوالدها، حيث توسعت الشركة ونمت حتى أصبحت مجموعة شركات ضخمة في مجال العقارات والبنية التحتية والنفط والغاز، وكان لها إسهامات مميزة في قطاع الإنشاءات في مجال الصحة والسلامة. أصبحت شركة الجابر مكونة من 30 فرعًا داخل وخارج الإمارات، منها: الجابر لخدمات الطاقة، والجابر للنقل، والجابر لشق الأنفاق والأعمال الميكانكية، والجابر للهندسة والمقاولات.
تعد فاطمة عضوًا في كل مما يلي:
- مجلس إدارة أبوظبي للتنمية الاقتصادية (بين عامي 2010 و2014).
- عضوة في مجلس إدارة معهد دول الخليج العربية في واشنطن.
- مجلس إدارة مجموعة شركات الجابر.

## إنجازاتها
- تم اختيارها من قبل مجلة "فوربس" ضمن قائمة أقوى الشخصيات النسائية في العالم عام 2014.
- حصلت على جائزة امرأة العام ضمن جوائز "أرابيان بيزنس" لأفضل الإنجازات والشخصيات عام 2008.
- حصلت على جائزة "امرأة الأعمال الإنشائية" ضمن جوائز سيتي بيلد أبوظبي للتميز في عام 2010.
- حصلت أيضًا على جائزة الزميل المتميز من معهد المديرين في الهند عام 2012.
- صُنفت كواحدة من أكثر نساء الأعمال تأثيرًا وفقًا لمجلة "Middle East Economic Digest" الصادرة عن مؤسسة ميد.[6]